# サン・ピエトロ・ア・マイダ
サン・ピエトロ・ア・マイダ（イタリア語: San Pietro a Maida）は、イタリア共和国カラブリア州カタンザーロ県にある、人口約4,100人の基礎自治体（コムーネ）。

## 地理

### 位置・広がり

#### 隣接コムーネ
隣接するコムーネは以下の通り。
- クリンガ
- ヤクルソ
- ラメーツィア・テルメ
- マイダ